# Nozomu Katō
Nozomu Katō (加藤 望?, Katō Nozomu; Prefettura di Miyagi, 7 ottobre 1969) è un allenatore di calcio ed ex calciatore giapponese, di ruolo centrocampista, tecnico del Meiji Gakuin University.

## Carriera

### Giocatore
Cresciuto nel Tohuku Gakuin High School e nella Tokai University, ha militato nel Kashiwa Reysol (noto fino al 1992 come Hitachi) per 12 stagioni, totalizzando oltre 350 presenze. Nel 2005 si è trasferito allo Shonan Bellmare, in seconda serie. Ha militato nel club verdeblu per quattro stagioni, totalizzando 30 reti in 175 incontri disputati.

### Allenatore
Ha iniziato la propria carriera da allenatore nel 2009, nello staff tecnico dello Shonan Bellmare. Nel 2011 è diventato tecnico della formazione Under-18 del club verdeblu. Dal 2013 al 2017 è stato tecnico della Sanno University. Nella stagione 2018 è diventato vice di Takahiro Shimotaira al Kashiwa Reysol. Nel maggio 2018, in seguito all'esonero di Shimotaira, il Kashiwa Reysol lo ha nominato allenatore della prima squadra. Il 10 novembre 2018 è stato esonerato. Nel 2019 è diventato tecnico della Meiji Gakuin University.

## Statistiche

### Presenze e reti nei club
| Stagione               | Squadra                | Campionato             | Campionato | Campionato | Coppe nazionali | Coppe nazionali | Coppe nazionali | Coppe continentali | Coppe continentali | Coppe continentali | Altre coppe | Altre coppe | Altre coppe | Totale | Totale |
| Stagione               | Squadra                | Comp                   | Pres       | Reti       | Comp            | Pres            | Reti            | Comp               | Pres               | Reti               | Comp        | Pres        | Reti        | Pres   | Reti   |
| ---------------------- | ---------------------- | ---------------------- | ---------- | ---------- | --------------- | --------------- | --------------- | ------------------ | ------------------ | ------------------ | ----------- | ----------- | ----------- | ------ | ------ |
| 1992                   | Hitachi                | JLFD1                  | 3          | 0          | CI              | 0               | 0               | -                  | -                  | -                  | -           | -           | -           | 3      | 0      |
| 1993                   | Kashiwa Reysol         | JLFD1                  | 7          | 0          | CI+JLC          | 0+0             | 0+0             | -                  | -                  | -                  | -           | -           | -           | 7      | 0      |
| 1994                   | Kashiwa Reysol         | JFLD1                  | 26         | 6          | CI+JLC          | 0+1             | 0+0             | -                  | -                  | -                  | -           | -           | -           | 27     | 6      |
| 1995                   | Kashiwa Reysol         | JL                     | 46         | 8          | CI              | 2+0             | 0+0             | -                  | -                  | -                  | -           | -           | -           | 48     | 8      |
| 1996                   | Kashiwa Reysol         | JL                     | 27         | 8          | CI+JLC          | 2+14            | 0+2             | -                  | -                  | -                  | -           | -           | -           | 43     | 10     |
| 1997                   | Kashiwa Reysol         | JL                     | 32         | 4          | CI+JLC          | 3+8             | 1+1             | -                  | -                  | -                  | -           | -           | -           | 43     | 6      |
| 1998                   | Kashiwa Reysol         | JL                     | 34         | 8          | CI+JLC          | 2+4             | 1+6             | -                  | -                  | -                  | -           | -           | -           | 40     | 15     |
| 1999                   | Kashiwa Reysol         | JLD1                   | 30         | 9          | CI+JLC          | 4+8             | 0+2             | -                  | -                  | -                  | -           | -           | -           | 42     | 11     |
| 2000                   | Kashiwa Reysol         | JLD1                   | 29         | 2          | CI+JLC          | 2+2             | 2+0             | -                  | -                  | -                  | -           | -           | -           | 33     | 4      |
| 2001                   | Kashiwa Reysol         | JLD1                   | 22         | 4          | CI+JLC          | 1+4             | 0+2             | -                  | -                  | -                  | -           | -           | -           | 27     | 6      |
| 2002                   | Kashiwa Reysol         | JLD1                   | 18         | 3          | CI+JLC          | 0+6             | 0+0             | -                  | -                  | -                  | -           | -           | -           | 24     | 3      |
| 2003                   | Kashiwa Reysol         | JLD1                   | 10         | 0          | CI+JLC          | 1+2             | 0+0             | -                  | -                  | -                  | -           | -           | -           | 13     | 0      |
| 2004                   | Kashiwa Reysol         | JLD1                   | 7          | 0          | CI+JLC          | 1+2             | 0+0             | -                  | -                  | -                  | -           | -           | -           | 10     | 0      |
| Totale Kashiwa Reysol  | Totale Kashiwa Reysol  | Totale Kashiwa Reysol  | 288        | 52         |                 | 18+51           | 4+13            |                    | -                  | -                  |             | -           | -           | 357    | 68     |
| 2005                   | Shonan Bellmare        | JLD2                   | 41         | 9          | CI              | 1               | 0               | -                  | -                  | -                  | -           | -           | -           | 42     | 9      |
| 2006                   | Shonan Bellmare        | JLD2                   | 42         | 6          | CI              | 2               | 0               | -                  | -                  | -                  | -           | -           | -           | 44     | 6      |
| 2007                   | Shonan Bellmare        | JLD2                   | 47         | 10         | CI              | 1               | 0               | -                  | -                  | -                  | -           | -           | -           | 48     | 10     |
| 2008                   | Shonan Bellmare        | JLD2                   | 40         | 5          | CI              | 1               | 0               | -                  | -                  | -                  | -           | -           | -           | 41     | 5      |
| Totale Shonan Bellmare | Totale Shonan Bellmare | Totale Shonan Bellmare | 170        | 30         |                 | 5               | 0               |                    | -                  | -                  |             | -           | -           | 175    | 30     |
| Totale carriera        | Totale carriera        | Totale carriera        | 461        | 82         |                 | 74              | 17              |                    | -                  | -                  |             | 1           | 0           | 535    | 99     |

## Palmarès

### Club

#### Competizioni nazionali
- Coppa Yamazaki Nabisco: 1

Kashiwa Reysol: 1999